# Esporte Clube Barbarense
O Esporte Clube Barbarense é um clube de lazer e esportes situado no município de Santa Bárbara d'Oeste, SP .
Fundado em 1931, esse clube ficou conhecido por manter uma equipe de natação que obteve bons resultados nos campeonatos realizados no estado de São Paulo até meados de 2010. Atualmente sua famosa equipe de natação vem passando por reformulação, não conseguindo resultados tão expressivos como outrora.
Em 2010 foi especulado que as piscinas do Esporte Clube Barbarense sediariam uma das mais importantes competições do calendário esportivo do Brasil: o Troféu José Finkel de Natação. Essa competição serviria como a seletiva brasileira para o Campeonato Mundial de Natação em Piscina Curta de 2010 que foi realizado na cidade de Dubai, nos Emirados Árabes Unidos. Porém a CBDA vetou a possibilidade de o Esporte Clube Barbarense sediar o Troféu José Finkel de Natação. Isso porque os laudos desaprovaram a metragem, profundidade e iluminação das piscinas do ECB. 